# Mühlen
Mühlen osztrák mezőváros Stájerország Muraui járásában. 2017 januárjában 869 lakosa volt.

## Elhelyezkedése

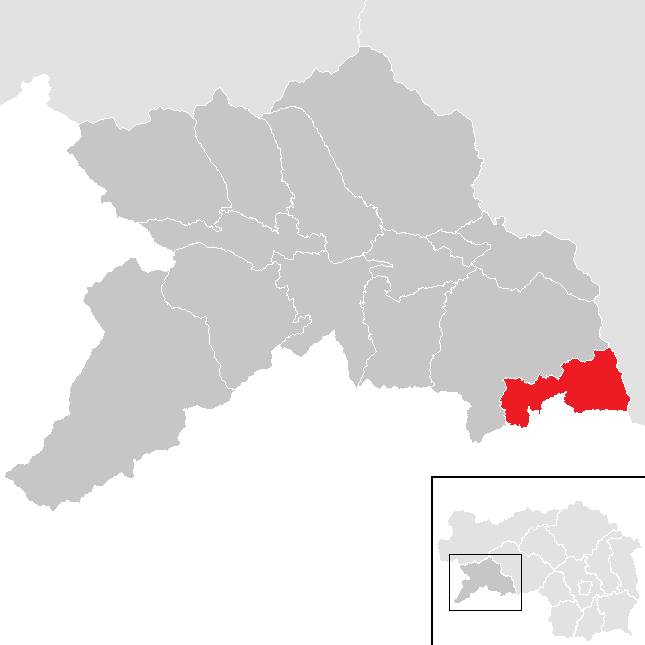
Mühlen a Muraui járásban

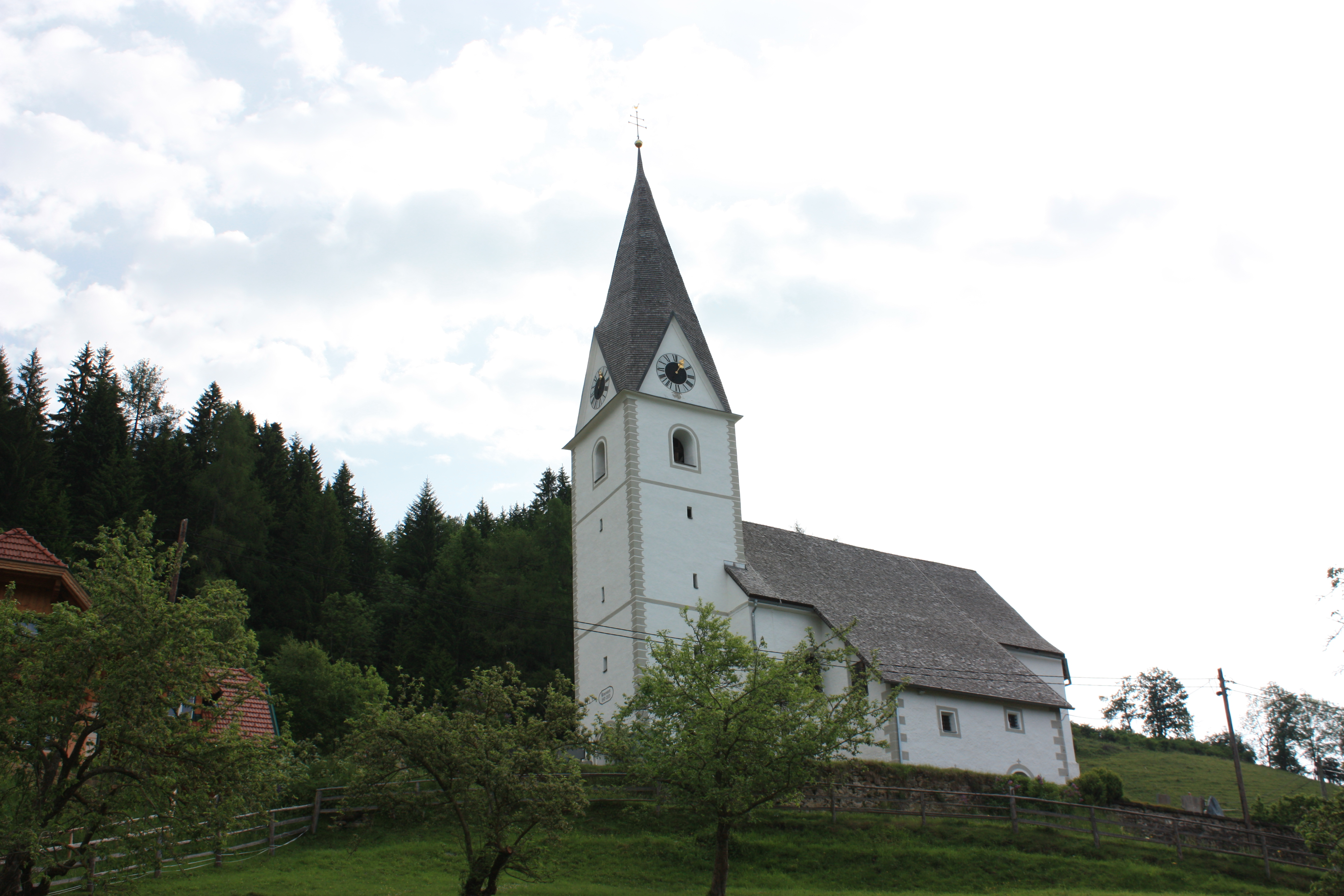
A noreiai Szt. Margit-templom

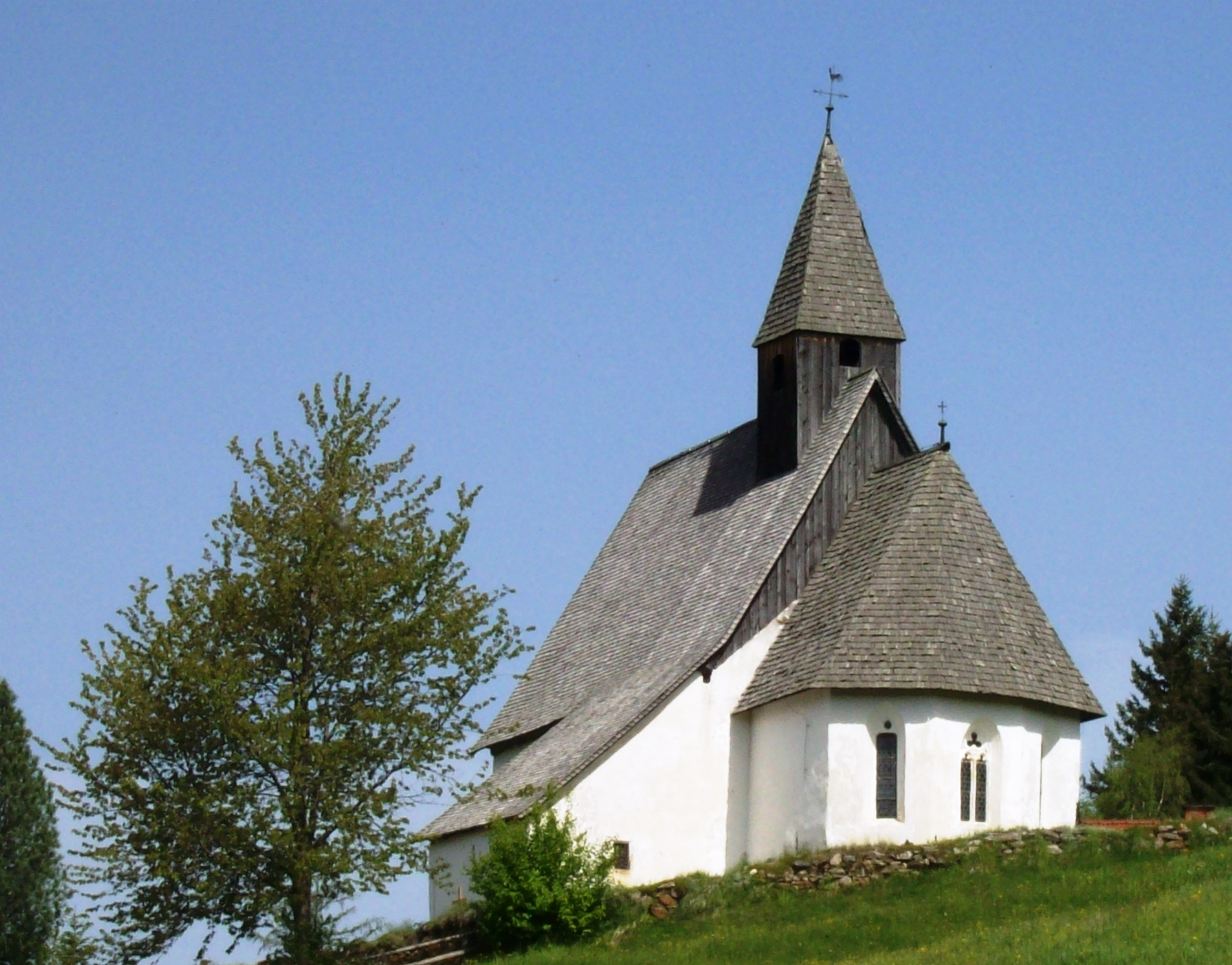
A Szt. Jakab-templom

Mühlen Felső-Stájerországban fekszik a Seetali Alpokban a felső Mura-völgytől délre. Áthalad rajta a hegységet átszelő B 92-es autóút. Legmagasabb pontja 2396 méterrel, a legalacsonyabb 930 méterrel fekszik a tengerszint fölött. Az önkormányzat 4 települést egyesít: Jakobsberg (189 lakos), Mühlen (289), Noreia (107) és Sankt Veit in der Gegend (300).
A környező önkormányzatok: északnyugatra Neumarkt in der Steiermark, keletre Obdach, délre Hüttenberg, délnyugatra Friesach (utóbbi kettő Karintiában).

## Története
A mezőváros területén már a bronzkorban is jártak (vagy talán laktak) emberek, erről tanúskodik az Aicher-lápban talált i.e. 13-8. századból való bronztű és egy, az urnamezős kultúrához köthető bronzkard. A vaskorban kelták költöztek a térségbe (jelenlétüket bizonyítja néhány sír, lándzsahegy és cseréptöredék), sőt egyes elképzelések szerint lehetséges, hogy innen, Noreiából indult Noricum kelta királysága. A noreiai templom falában i.sz. 1. századi római feliratú kő található, az 5. századból pedig egy római sír maradt fenn Sankt Veitben. A népvándorlás végén, a 6. században szlávok települtek le a régióban, a mai helynevek egy része is szláv eredetű.
Az első keresztény hittérítők 750-ben érkeztek. 828-ban a Frank Birodalom bekebelezte a mai Stájerországot és ezután bajor telepesek érkeztek, akik elvegyültek a helyi szlávokkal; utóbbiak a 12. századra teljesen elnémetesedtek. Mühlent 950-1050 között alapították. A lakosság gyorsan gyarapodott, de a 14. századi nagy pestisjárvány nagy részüket elpusztította. A megmaradó földművesek két telket műveltek és a nemesi földeket is kiosztották közöttük.
Mühlen 1445-ben mezővárosi jogokat kapott, de az ezzel járó szabadságjogokat a vásártartáson kívül feltehetően nem gyakorolták és a település továbbra is alapvetően mezőgazdasági közösség maradt. Státuszát valószínűleg meg is vonták a 18. századi felülvizsgálatkor.
Noreia temploma 1620-ban és 1710-ben is leégett; az utóbbi tűzvészben - egyetlen épület kivételével - az egész falu elpusztult.
Az önkormányzatok 1850-ben alakultak meg. 1965-ben Mühlen, Jakobsberg, Noreia és Sankt Veit in der Gegend községeket közös önkormányzatban egyesítették.

## Lakosság
A mühleni önkormányzat területén 2017 januárjában 869 fő élt. A lakosságszám 1951-ben érte el csúcspontját (1242 fővel), azóta csökkenő tendenciát mutat. 2015-ben a helybeliek 98,6%-a volt osztrák állampolgár; a külföldiek közül 0,8% a régi (2004 előtti), 0,3% az új EU-tagállamokból érkezett. 2001-ben a lakosok 94%-a római katolikusnak, 0,6% evangélikusnak, 5,3% pedig felekezet nélkülinek vallotta magát.

## Látnivalók

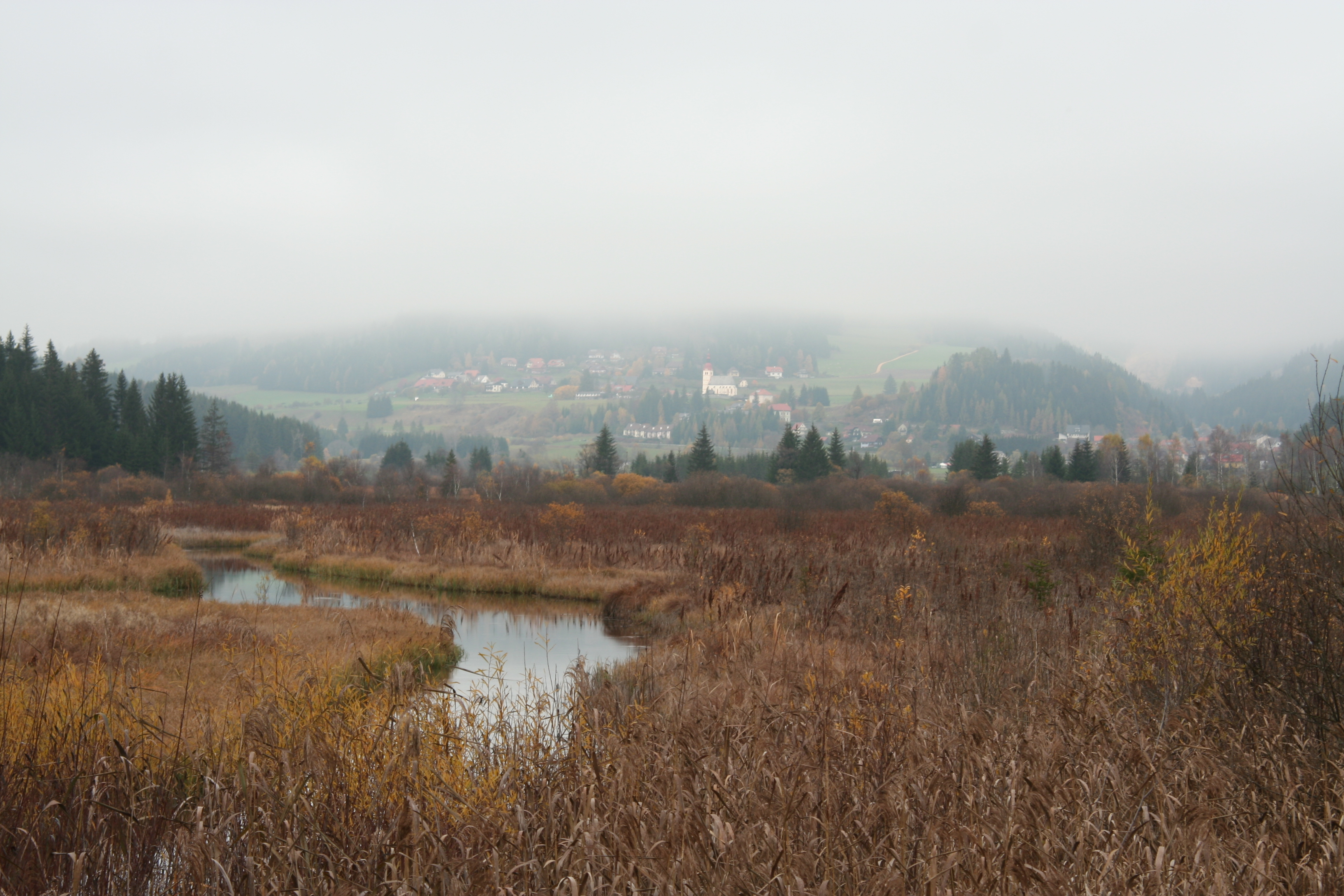
A Hörfeld-láp

- a noreiai Szt. Margit-plébániatemplom
- a St. Veit-i Szt. Vitus-plébániatemplom
- a Szt. Ilona-templom Hitzmannsdorfban (Jakobsberg)
- a jakobsbergi Szt. Jakab-templom
- a St. Veit-i késő reneszánsz Velden-kastély
- a mühleni régi vízimalom
- helytörténeti múzeum
- a noreiai kelta múzeum
- a Hörfeld-láp természetvédelmi területe
- a Mühleni-tó fürdési és horgászási lehetőséget biztosít

## Fordítás
- Ez a szócikk részben vagy egészben  a   Mühlen (Steiermark) című német Wikipédia-szócikk ezen változatának fordításán alapul.  Az eredeti cikk szerkesztőit annak laptörténete sorolja fel. Ez a jelzés csupán a megfogalmazás eredetét és a szerzői jogokat jelzi, nem szolgál a cikkben szereplő információk forrásmegjelöléseként.